# بلاسيدو كوستانزي
بلاسيدو كوستانزي (1702–1759) كان رسامًا إيطاليًا من أواخر العصر الباروكي، كما أُشتهر للوحاته العديدة مثل لوحة الاسكندر الأكبر مؤسس الإسكندرية ولوحة معجزة القديس جوزيف كوبرتينو (1603–1663).

ولد بلاسيدو كوستانزي عام 1702 لعائلة من صانعي الأحجار الكريمة في روما. تعرض للفن في سن مبكرة جدًا، وأصبح تلميذًا لبينيديتو لوتي ورسم موضوعات تاريخية وتعبدية بشكل أساسي. رسم القديس كاميلوس في سانتا ماريا مادالينا في فلورنسا، حيث كان يطمح إلى تقليد دومينيشينو. العديد من أعماله تزين كنائس روما. كما رسم أيضًا اللوحات الجدارية لأسقف المنابر في سانتا ماريا في فاليسيلا وسان جريجوريو، وكان يعمل كثيرًا في رسم الشخصيات في المناظر الطبيعية لفنانين آخرين، ولا سيما في تلك التي رسمها جان فرانس فان بلومين (المعروف أيضًا باسم "أوريزونتي"، والذي يعني الأفق باللغة الإيطالية). وفي روما، أصبح عضوًا في أكاديمية القديس لوقا المرموقة، حيث شغل أيضًا منصب مدير (برينسيبي) منذ عام 1758. وكان أحد تلاميذه هو بيترو أنطونيو جوالدي لودريني. سافر كوستانزي أيضًا إلى فرنسا وإسبانيا. رسم كوستانزي صورة لجورج كيث، إيرل ماريشال اسكتلندا، في روما عام 1752، الآن في معرض الصور الوطني، وسانت بانكراس والرضع المسيح، الآن في معرض دبلن الوطني.

## معرض صور

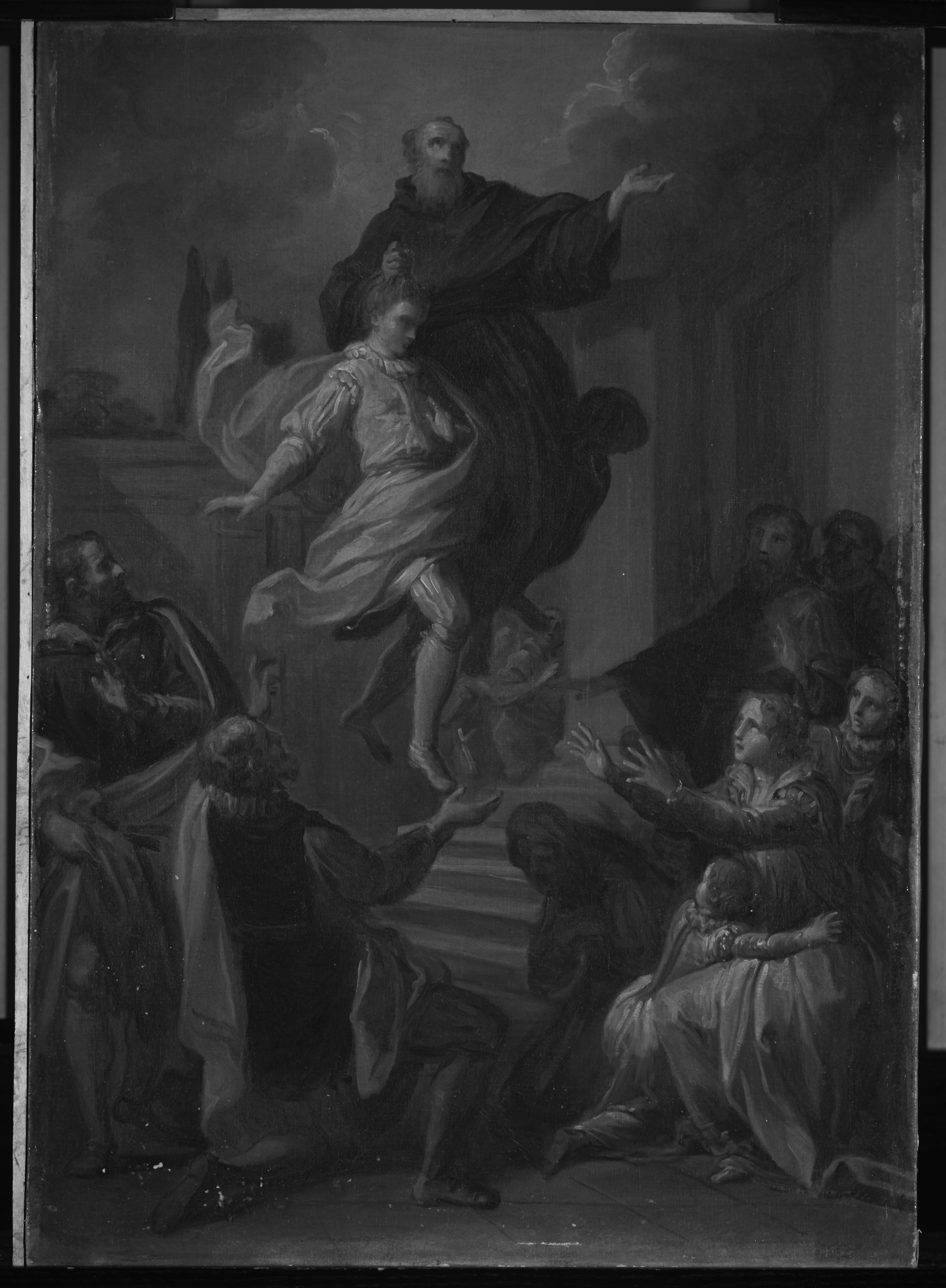
لوحة معجزة القديس جوزيف كوبرتينو
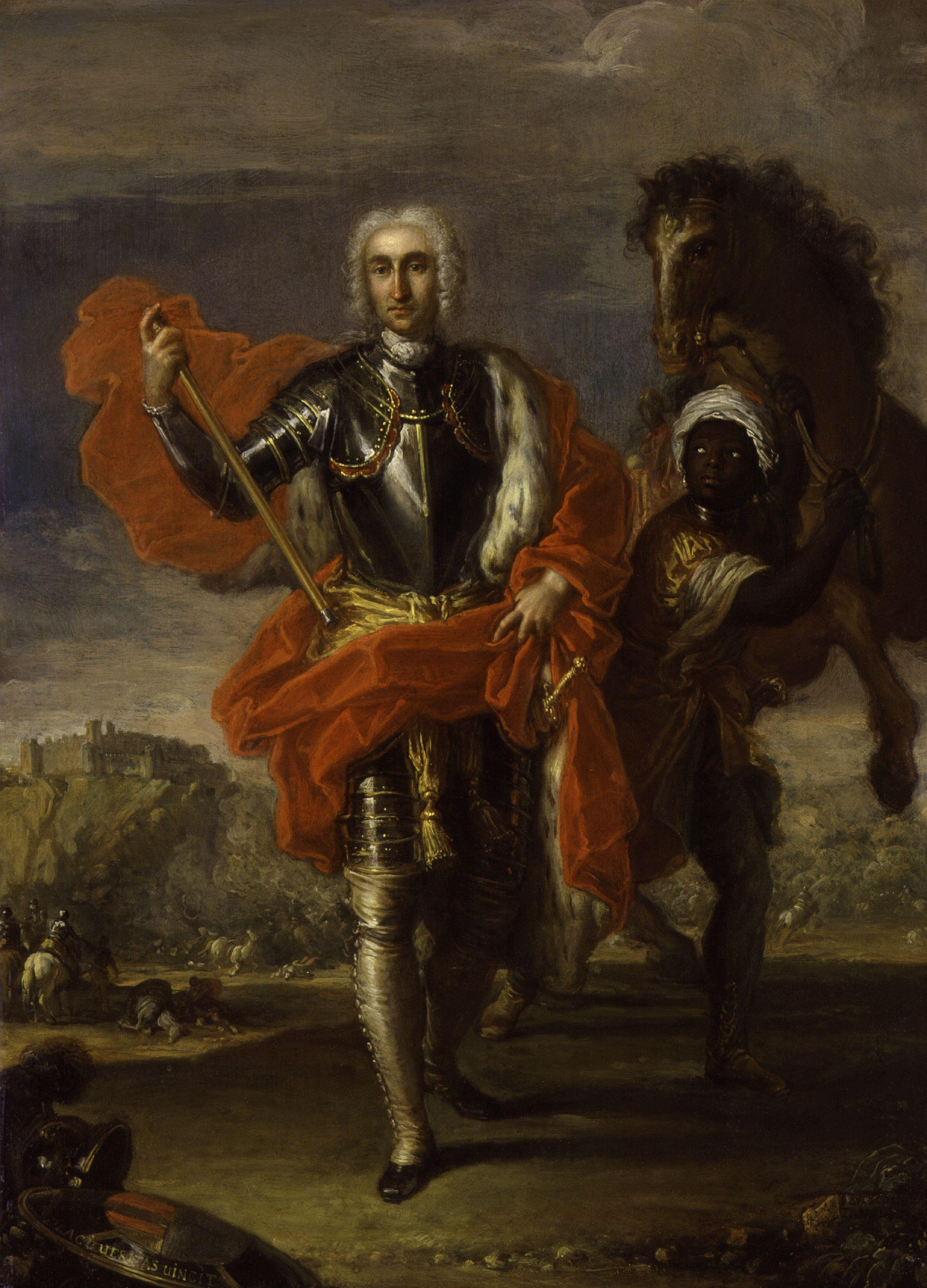
لوحة لجورج كيث
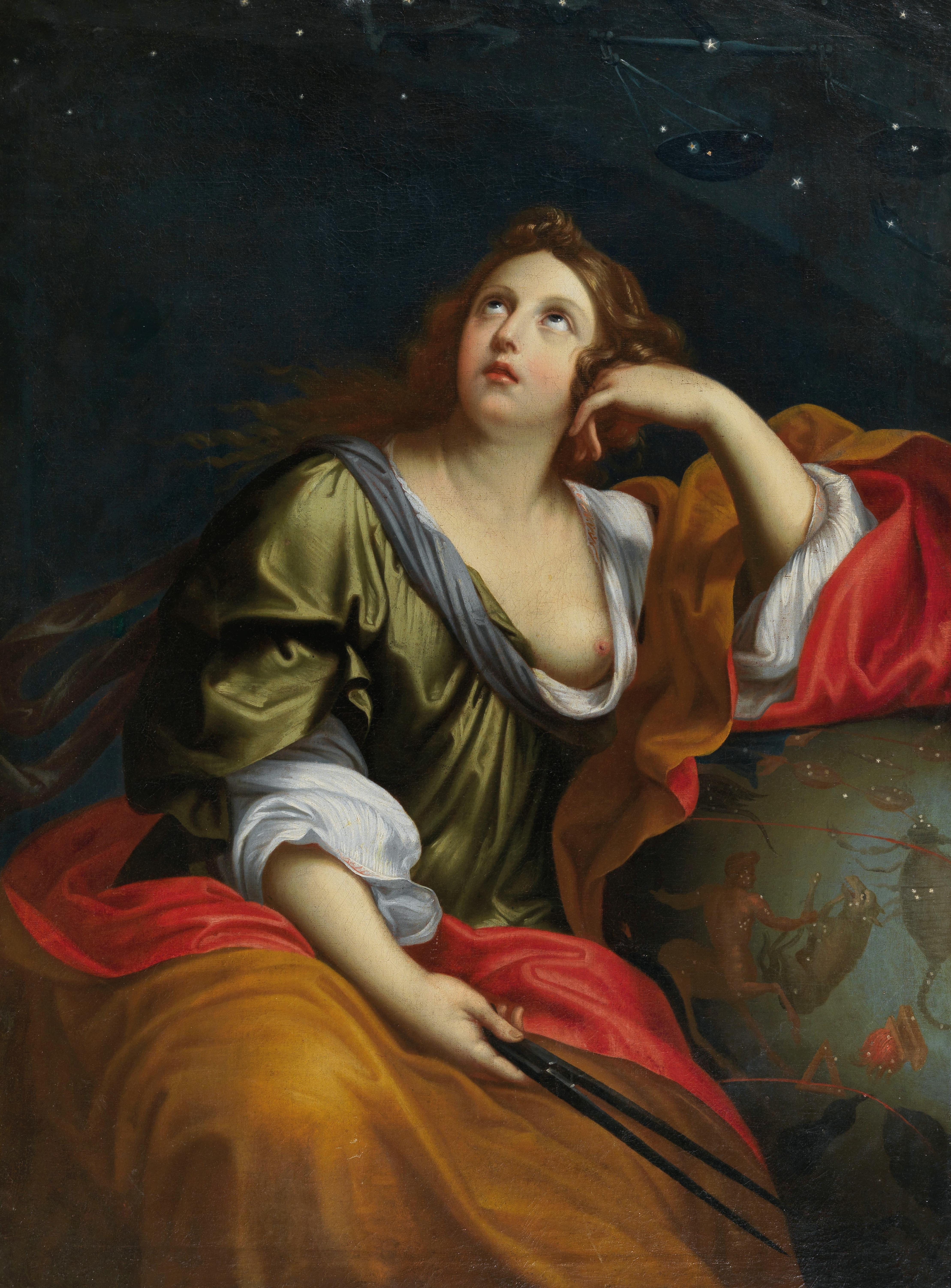
لوحة رمزية علم التنجيم
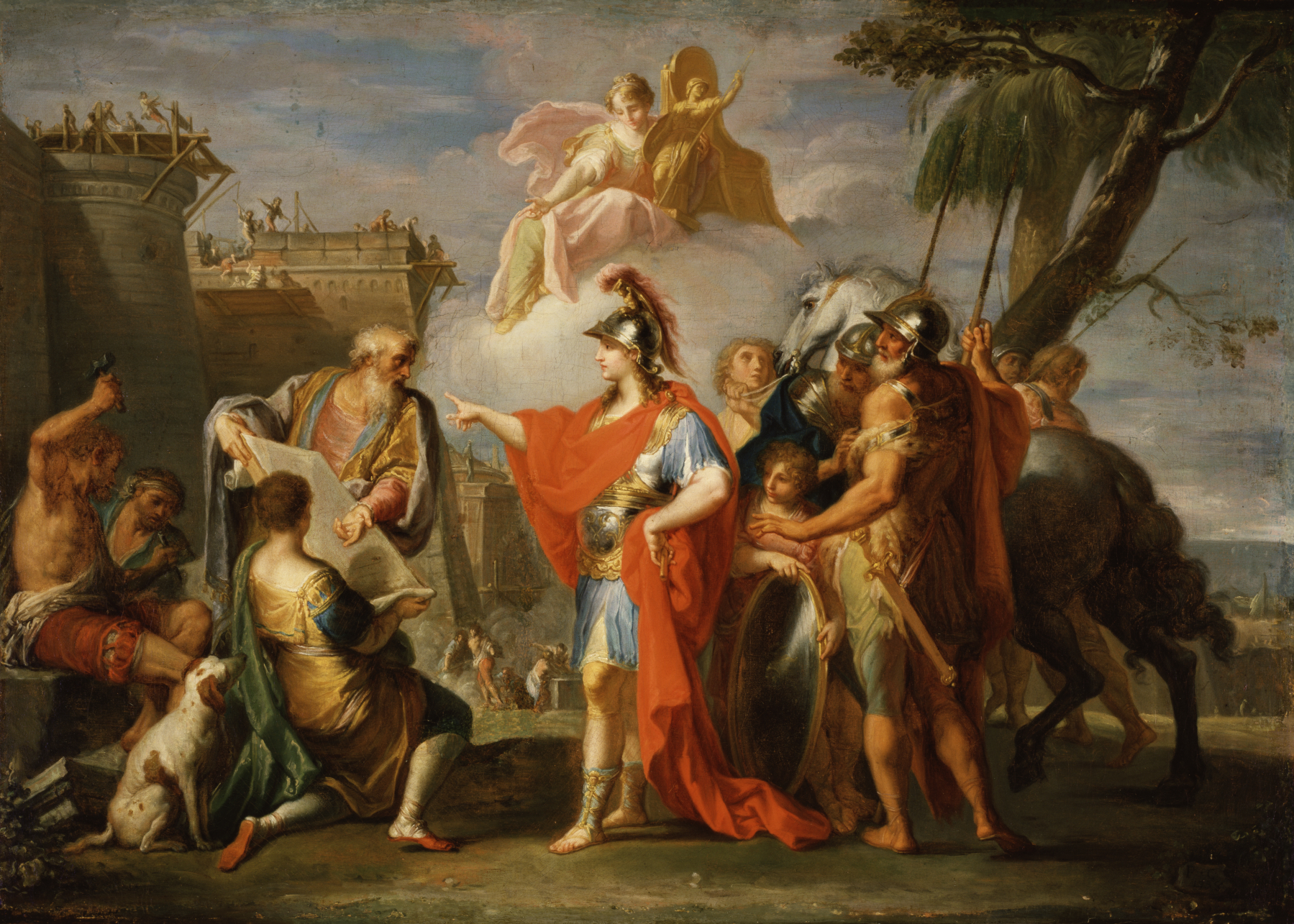
الإسكندر الأكبر مؤسس الإسكندرية